# Lucien Cooremans
Lucien Georges François Philippe Cooremans, né à Saint-Gilles le 1er septembre 1899 et décédé à Bruxelles le 22 février 1985, est bourgmestre de Bruxelles, docteur en droit (1923), licencié en sciences économiques et financières (1925), professeur extraordinaire à l'Université libre de Bruxelles et membre du conseil d'administration de cette université.

## Biographie
Après des études brillantes, il prend part dès 1933 à l'activité politique de sa ville natale et devient rapidement le 1er janvier 1933 conseiller communal.
La guerre le voit mettre en sourdine cette activité publique pour le voir entrer parmi les combattants de l'ombre. Ses qualités et son dévouement pour la patrie le désignent rapidement à de hautes responsabilités dans la Résistance et il devient le chef national du Service de Renseignement de l'Armée secrète.
Après la tourmente il devient de 1944 à 1946, puis de 1949 à 1959, député de Bruxelles à la Chambre.
Il devient bourgmestre de Bruxelles de 1956 à 1975.

## Décorations

### Belges
- Officier de l'ordre de Léopold
- Officier de l'ordre de la Couronne avec palme
- Croix de guerre 1940-1945 avec palme

### Étrangères
- Commandeur de l'ordre d'Orange-Nassau (Pays-Bas)
- Officier de la Légion d'honneur[Quand ?] (France)